# Деца без придружител
„Деца без придружител“ (на английски: Unaccompanied Minors) е американска приключенска комедия, режисирана от Пол Фейг и по сценарий на Джейкъб Месарош и Mая Старк.

## Сюжет
Група деца попадат в капана на снежна буря и остават затворени в Чикагското международно летище Хувър точно ден след Коледа. В крайна сметка бездействието им дотяга и те решават да си направят импровизирано коледно парти в летището...

## Актьорски състав
| Актьор               | Роля                    |
| -------------------- | ----------------------- |
| Брет Кели            | Тимъти „Бийф“ Уелингтън |
| Доминик Салдана      | Катрин Дейвънпорт       |
| Куин Шепард          | Дона Малоун             |
| Джина Мантеня        | Грейс Конрад            |
| Тайлър Джеймс Уилямс | Чарли Голдфиш           |
| Уилмър Валдерама     | Зак ван Бърк            |
| Дилан Кристофър      | Спенсър Дейвънпорт      |